# Plac Senacki (Helsinki)
Plac Senacki (fiń. Senaatintori, szw. Senatstorget) - plac w centralnej części Helsinek w bezpośrednim sąsiedztwie Kauppatori nad Zatoką Fińską. Jest jednym z najbardziej reprezentacyjnych miejsc stolicy Finlandii.

## Historia
Do XIX wieku plac Senacki nie był placem, a miejscem chaotycznie zabudowanym. W 1822 wybudowano budynek dla senatu, gabinetu rządowego i sądu najwyższego Wielkiego Księstwa Finlandii, po uzyskaniu niepodległości w 1918 znalazł tam miejsce rząd kraju; obecnie znajduje się tam siedziba premiera Finlandii. Po przeciwnej stronie placu znajduje się siedziba Uniwersytetu Helsińskiego, wybudowana w 1832. Od północy plac wieńczy charakterystyczny biały budynek katedry luterańskiej zaprojektowany przez Carla Ludwiga Engla budowany w latach 1820-1850. W centralnym miejscu placu znajduje się pomnik cara Aleksandra II wzniesiony w 1894.